# Casa Ciriaco

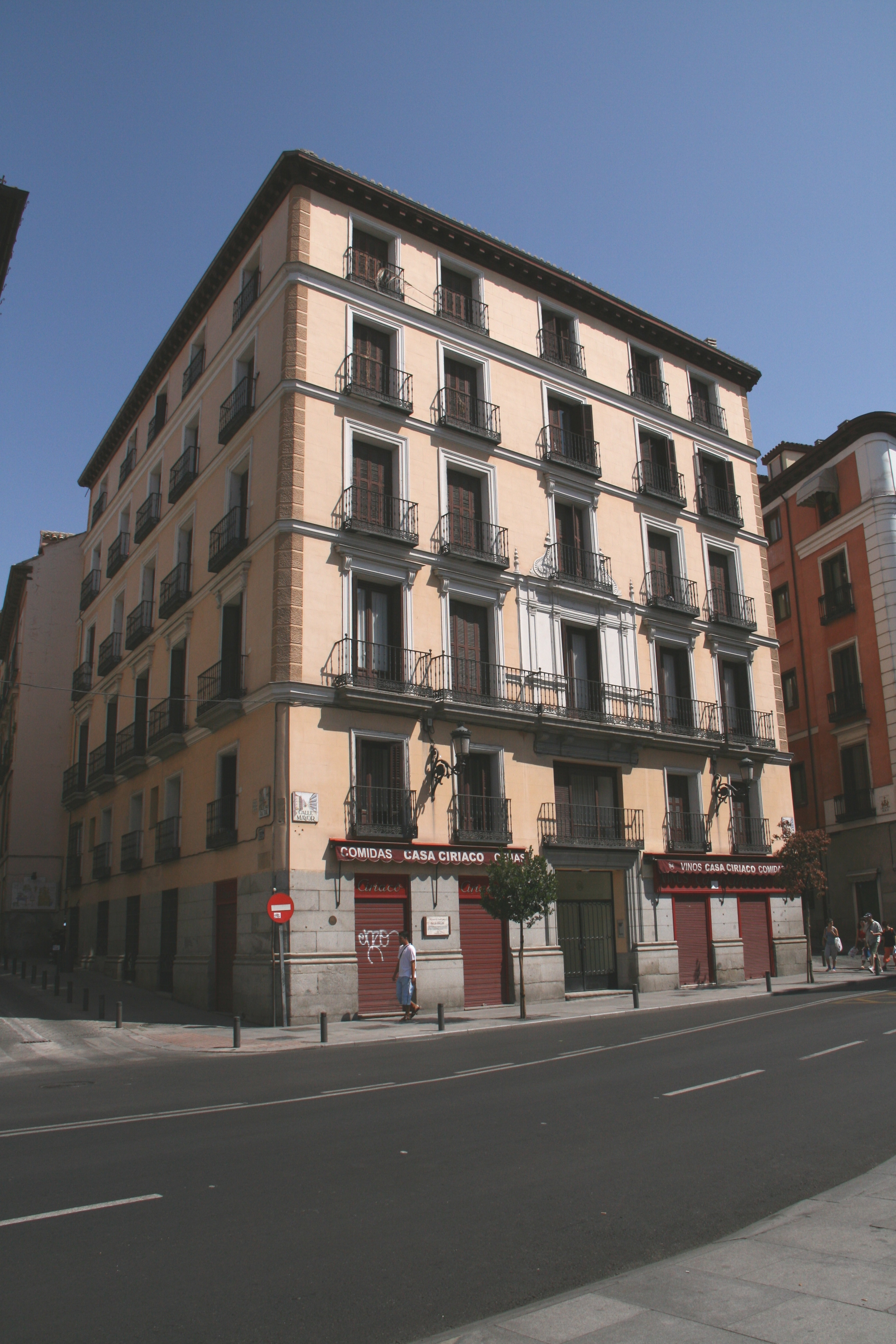
Bloque en el que se encuentra la tasca-restaurante.

Casa Ciriaco es una tasca típica de Madrid situada en la Calle Mayor número 84, frente a la catedral de la Almudena). Se trata de una casa de comidas (restaurante-bar) típica de la cocina madrileña.

## Historia
Fue almacén de vinos o tienda desde 1887, cuando su dueño era Antonio Fernández. En 1923 la licencia del local pasó a manos de Pablo Muñoz Sanz, que junto con su hermano Ciriaco Muñoz, habían trabajado en el establecimiento desde 1917. En 1929 Ciriaco abrió la sección del restaurante, dándole su nombre al local. Entre sus parroquianos, además del periodista Julio Camba, estuvieron el Antonio Mingote, que diseñó el sello de casa, el pintor Ignacio Zuloaga, los toreros Domingo Ortega y Juan Belmonte (visitaba el local en sus estancias madrileñas), el pintor Sebastián Miranda. 
El edificio donde hoy en día se encuentra Casa Ciriaco, estaba en 1906 en el número 88 de la calle Mayor, y la taberna se llamaba Casa Baliñas. Desde entonces el edificio se conoció popularmente como La casa de la bomba por ser donde Mateo Morral ejecutó el atentado contra los reyes Alfonso XIII y Victoria Eugenia el 31 de mayo de 1906, el día de su boda. La bomba fue lanzada desde un balcón del cuarto y último piso del edificio, en donde había una casa de huéspedes. En la acera de enfrente, hay una plazuela, en la confluencia de las calles Mayor y Sacramento, en la que se erigió un monumento a las víctimas, en 1908, que fue desmantelado por la II República, y re-erigido, mucho más modesto, en 1963.

## Platos

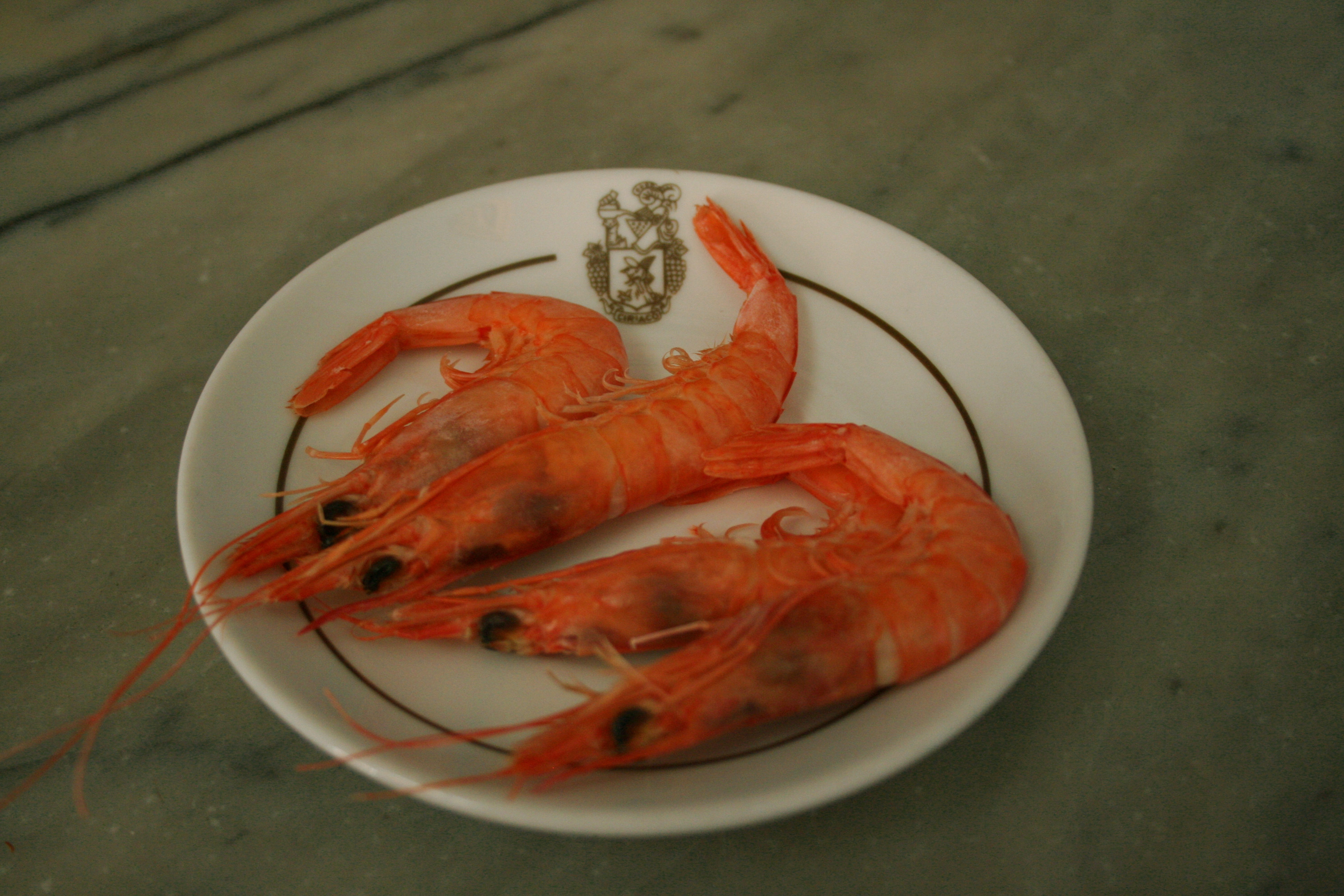
Tapa de langostinos con el sello de la casa elaborado por Mingote.

Se sirven platos con gran tradición dentro de la cocina madrileña (aunque con tendencias de cocina de Guadalajara), algunos de los más tradicionales son: la pepitoria de gallina, que según afirman es receta de más de un siglo. Es costumbre que los martes se prepare el cocido completo, que se sirve tradicionalmente en tres vuelcos. Es habitual encontrar encurtidos como tapas consistentes en truchas y perdices escabechadas (y estofadas) en una mezcla de aceite, vinagre, sal, ajo, laurel y otras especias. Se puede degustar los callos a la madrileña, perdiz con judiones de la granja (en temporada), los calamares en su tinta y la carne a la riojana. El vino típico es de Valdepeñas.
En la fachada, en una placa dedicada al personaje valleinclanesco Max Estrella, puede leerse:
«En la obra teatral denominada Luces de bohemia (publicada en 1920) y compuesta por Ramón María del Valle-Inclán el protagonista Max Estrella, un poeta miserable y ciego emprende su trágico peregrinaje nocturno.»